# ナポリ・イタリア放送アレッサンドロ・スカルラッティ管弦楽団
ナポリ・イタリア放送アレッサンドロ・スカルラッティ管弦楽団（伊: Orchestra  Alessandro Scarlatti di Napoli della RAI）は、イタリアのナポリを本拠地として、イタリア放送協会（RAI）に所属していた放送オーケストラ。

## 概要
1949年にアレッサンドロ・スカルラッティ協会が出資するアレッサンドロ・スカルラッティ室内管弦楽団(Orchestra da camera Alessandro Scarlatti)として発足し、同年1月20日にサン・ピエトロ・ア・マイエッラ音楽院の楽堂でお披露目の演奏会が開かれた。1956年にイタリア放送協会の専属オーケストラになり、「ナポリ・イタリア放送アレッサンドロ・スカルラッティ管弦楽団」として活動するようになった。創立時よりフランコ・カラッチオーロが首席指揮者を務めていた。
1994年にRAIのインフラ整備に伴い、RAI国立交響楽団に吸収合併される形で消滅した。